# Ariarne Titmus
Ariarne Titmus (ur. 7 września 2000 w Launceston) – australijska pływaczka specjalizująca się w stylu dowolnym, czterokrotna mistrzyni olimpijska, mistrzyni świata na basenie 50-metrowym i dwukrotna mistrzyni świata na krótkim basenie, rekordzistka świata.

## Kariera
W 2017 roku na mistrzostwach świata w Budapeszcie wraz z Madison Wilson, Emmą McKeon i Kotuku Ngawati zdobyła brązowy medal w sztafecie 4 × 200 m stylem dowolnym. W konkurencji 400 m stylem dowolnym była czwarta z czasem 4:04,26 min. Na dystansie dwukrotnie dłuższym uzyskała wynik 8:37,10 i zajęła 14. miejsce. Na 200 m stylem dowolnym uplasowała się na 17. pozycji (1:58,79).
Rok później, podczas mistrzostw świata na krótkim basenie w Hangzhou najpierw zwyciężyła w konkurencji 200 m stylem dowolnym, ustanawiając nowy rekord Australii i Oceanii (1:51,38), a trzy dni później zdobyła złoty medal na dystansie dwukrotnie dłuższym, czasem 3:53,92 min poprawiając rekord świata.
W 2019 roku na mistrzostwach świata w Gwangju zwyciężyła na dystansie 400 m stylem dowolnym, pokonując trzykrotną mistrzynię świata w tej konkurencji, Amerykankę Katie Ledecky. W finale Titmus czasem 3:58,76 ustanowiła także nowy rekord Australii i Oceanii.
Podczas igrzysk olimpijskich w Tokio w 2021 roku zwyciężyła w konkurencji 400 m stylem dowolnym i czasem 3:56,69 poprawiła rekord Australii i Oceanii. Dwa dni później zdobyła złoty medal na dwukrotnie krótszym dystansie i czasem 1:53,50 ustanowiła nowy rekord olimpijski. W konkurencji 800 m stylem dowolnym wywalczyła srebro i ustanowiła nowy rekord Australii i Oceanii (8:13,83). Zdobyła także brąz w sztafecie 4 × 200 m stylem dowolnym, gdzie Australijki poprawiły rekord kontynentu. 
W 2024 roku na igrzyskach olimpijskich w Paryżu jako pierwsza zawodniczka od 1928 roku obroniła tytuł mistrzyni olimpijskiej na dystansie 400 m stylem dowolnym. Titmus zwyciężyła z czasem 3:57,49. W konkurencji 200 m stylem dowolnym zdobyła srebrny medal (1:53,81).

## Rekordy świata
| Konkurencja           | Basen      | Rezultat    | Miejsce  | Data            | Status                             |
| --------------------- | ---------- | ----------- | -------- | --------------- | ---------------------------------- |
| 400 m stylem dowolnym | 25-metrowy | 3:53,92 min | Hangzhou | 14 grudnia 2018 | do 27 października 2022 Li Bingjie |
| 400 m stylem dowolnym | 50-metrowy | 3:56,40 min | Adelaide | 22 maja 2022    | do 28 marca 2023 Summer McIntosh   |
| 400 m stylem dowolnym | 50-metrowy | 3:55,38 min | Fukuoka  | 23 lipca 2023   | aktualny                           |
| 200 m stylem dowolnym | 50-metrowy | 1:52,23 min | Brisbane | 12 czerwca 2024 | aktualny                           |

## Rekordy życiowe
Stan na dzień 30 lipca 2024
| Basen 50 m            | Basen 50 m | Basen 50 m                    | Basen 50 m         |
| Konkurencja           | Czas       | Data                          | Miejsce            |
| --------------------- | ---------- | ----------------------------- | ------------------ |
| 200 m stylem dowolnym | 1:52,23    | 12 czerwca 2024               | Brisbane           |
| 400 m stylem dowolnym | 3:55,38    | 23 lipca 2023                 | Fukuoka            |
| 800 m stylem dowolnym | 8:13,59    | 2 sierpnia 2022 29 lipca 2023 | Birmingham Fukuoka |

| Basen 25 m            | Basen 25 m | Basen 25 m           | Basen 25 m |
| Konkurencja           | Czas       | Data                 | Miejsce    |
| --------------------- | ---------- | -------------------- | ---------- |
| 200 m stylem dowolnym | 1:51,38    | 11 grudnia 2018      | Hangzhou   |
| 400 m stylem dowolnym | 3:53,92    | 14 grudnia 2018      | Hangzhou   |
| 800 m stylem dowolnym | 8:13,41    | 25 października 2018 | Melbourne  |